# بير إكلوند (فنان قتال مختلط)
بير إكلوند (بالسويدية: Per Eklund) هو فنان قتال مختلط سويدي، ولد في 12 نوفمبر 1980 في ستوكهولم في السويد.

## وصلات خارجية
- بير إكلوند على موقع بوكس ريك (الإنجليزية) (registration required)
- بير إكلوند على موقع يو إف سي (الإنجليزية)
- بير إكلوند على موقع شيردوغ (الإنجليزية)
- بير إكلوند على موقع IMDb (الإنجليزية)